# 助川真蔵
助川 真蔵（すけがわ まぐら、1999年1月14日 - ）は、日本の男性声優、俳優。東京都出身。ソニー・ミュージックアーティスツ所属。

## 略歴
- 2016年10月、ソニー･ミュージック アーティスツ主催 アニメオーディション『第5回アニストテレス』ファイナリスト。
- 2018年3月より、LOVE&ART(MAGES.)発の新感覚アイドルユニット「Hi!Superb」のMAGURAとしても活動。

## 人物
- 趣味はボイスパーカッション、ダンス、歌、バスケットボール[1]。

## 出演

### テレビアニメ
- UniteUp!（2023年 - 2025年、高尾大毅[2]） - 2シリーズ[一覧 1]

### 舞台
- しゅうくりー夢 Vol.61 舞台「さよならなんて 云えないよ」（2017年9月6日 - 10日、中野ザ・ポケット） - 六車健 役
- 『イナズマイレブン アレスの天秤』THE STAGE～疾風迅雷～（2020年5月、Mixalive TOKYO Theater Mixa） - 剛陣鉄之助 役 ※新型コロナウィルス感染症の影響で公演中止[3]
- アイ★チュウ ザ・ステージ - 朴木十夜 役
  - 〜Après la pluie～（2020年10月、シアター1010 / 東京建物Brillia HALL）[4]
  - ～La Cage aux Épines～（2021年4月、シアター1010）[5]
  - ～Éclat des fleurs～（2023年2月、新宿文化センター大ホール）
  - 〜Persona / Bal masque〜（2025年8月〈予定〉、ところざわサクラタウン）[6]
- HIROSE PROJECT LIVE vol.32「アシタボシ 2020」（2020年11月、ラゾーナ川崎プラザソル）※チーム星
- Flying TripVol.17「キミノタケ」（2021年2月、スペース・ゼロ） - 西園寺 役 ※大海将一郎とWキャスト
- 東京印公演 vol.21「げんせんじゃ～！」（2021年8月、CBGKシブゲキ!!） - 野沢辰雄 役[7]
- 朗読劇「Act Session vol.1『喜笑転結』」（2022年2月、浅草九劇）
- 「あの夏の飛行機雲」-永南高校バスケットボール部-（2022年10月、GARDEN 新木場FACTORY）[8]
  - 「あの春は、いつまでも青い」-永南高校バスケットボール部-（2024年9月29日 - 10月6日、彩の国さいたま芸術劇場 小ホール）[9]
- 朗読劇「Act Session vol.2『Re: -the beginning of the end-』」（2023年5月、シアター・アルファ東京）
- Alexandrite Stage 舞台「25Magic」（2023年12月、CBGKシブゲキ!!/心斎橋PARCO SPACE14）
- なおりく第二回本公演『間。 』(2024年5月10日、バルスタジオ) ※日替わりゲスト
- SFIDA ENTERTAINMENT vol.17 ｢『Collapse Of Values』Re'｣　(2024年5月28日-6月2日、劇場MOMO)  -前中慎 役

### CM
- 東武動物公園 ウインターイルミネーション2019-2020（2019年）
- 東武動物公園 ウインターイルミネーション2022-2023（2022年）[10]

### イベント
- 『こうゆう人』イベント vol.1 （2020年12月27日、Alice aqua garden 田町店）※第二部ゲスト
- 『こうゆう人』イベント vol.2 （2021年5月2日、Alice aqua garden 田町店）※第二部ゲスト
- 『こうゆう人』村松洸希&瀬川拓人 birthdayイベント（2021年11月27日、Alice aqua garden 品川店）※第一部ゲスト
- 『こうゆう人』イベント vol.4（2022年7月10日、JOY JOYシアター）※第三部ゲスト
- 『こうゆう人』イベント vol.5（2023年2月25日、高田馬場RABINEST）※第三部ゲスト
- sMiLea LIVE -Unite with You-（2023年7月、29日・30日、東京ガーデンシアター）
- sMiLea LIVE -Unite with You- ELEVEN (2024年4月14日、恵比寿 The Garden Hall)
- Live!!!!! アイ★チュウ～ Réalisateur de rêve～ (2024年8月3日、パルテノン多摩)
- UnitUp! 1st Unit LIVE  ｢LEGIT『To The Top 』｣ (2024年11月24日、TIAT SKY HALL)

### シリーズ一覧
1. ↑  第1期（2023年）、第2期『-Uni:Birth-』（2025年）